# DNV

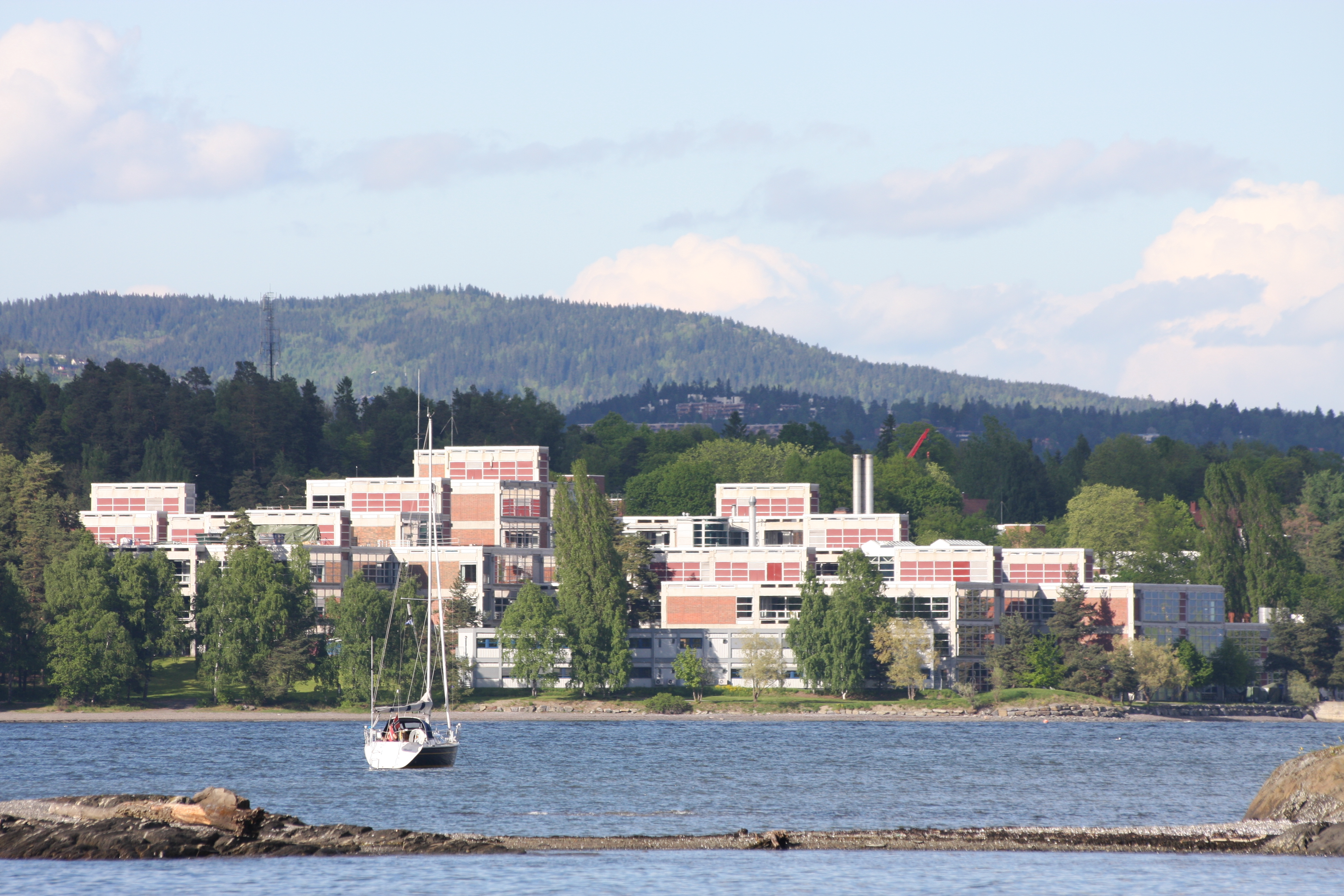
Штаб-квартира DNV GL на березі Осло-фіорду (Норвегія)

DNV GL — міжнародне сертифікаційне та класифікаційне товариство, ключовою компетентністю якого є оцінка, консалтинг та менеджмент ризику. Створено 2013 року в результаті злиття двох організацій — Det Norske Veritas та Germanischer Lloyd.
DNV GL є найбільшим класифікаційним товариством, у регістрі якого міститься 13 175 суден і мобільних офшорних установок сумарною водотоннажністю 265,4 млн т, що становить 21 % світового ринку. Компанія працює в таких галузях: відновлювані, альтернативні та традиційні джерела енергії, офшорні та оншорні вітрові, хвильові та сонячні електростанції, нафта та газ. 65 % усіх підводних трубопроводів спроєктовано та побудовано за технічними стандартами DNV GL. Одне з найбільших сертифікаційних товариств.
DNV GL Group має в штаті понад 16 тис. працівників, представництва та дочірні компанії в більш ніж 100 країнах (близько 400 офісів). Виторг DNV GL Group становить близько 2,5 млрд євро на рік
Голова Ради директорів DNV GL Group AS — Лейф-Арне Лангой (Leif-Arne Langøy), головний виконавчий директор — Ремі Еріксен (Remi Eriksen).

## Історія
Історія DNV GL почалася 1864 року, коли в Норвегії було створено Det Norske Veritas для інспекції та нагляду за норвезьким комерційним флотом. З іншого боку в Гамбурзі 1867 року понад 600 судновласників, верфей і страхових компаній утворили Germanischer Lloyd. 2014 року DNV GL відсвяткувало своє 150-річчя.
20 грудня 2012 року підписано угоду про об'єднання Det Norske Veritas з німецьким класифікаційним товариством Germanischer Lloyd SE в єдину групу компаній DNV GL Group (у формі закритого акціонерного товариства, норв. Aksjeselskap, AS). За угодою, 63,5 % акцій об'єднаної компанії належить фонду DNV Foundation, а 36,5 % — німецькій компанії Mayfair Vermögensverwaltungs SE, власнику Germanischer Lloyd SE.
Після схвалення угоди антимонопольними відомствами Норвегії, ЄС, США, Південної Кореї та КНР об'єднану компанію — DNV GL Group AS — зареєстровано 12 вересня 2013 року. Країна реєстрації — Норвегія, штаб-квартира DNV GL Group розташована в Гьовіку, передмісті Осло. Материнською компанією групи DNV GL є DNV GL AS, також зареєстрована в Норвегії (раніше називалася Det Norske Veritas AS).
У листопаді 2020 року, через загрозу санкцій США, DNV GL припинила обслуговування проєкту будівництва російського газопроводу «Північний потік-2». Це відбулося після того, як Держдепартамент США опублікував нове роз'яснення щодо Акту про захист енергетичної безпеки Європи (PEESA), поширивши обмеження на компанії, що надають послуги, товари або фінансування для «модернізації або встановлення обладнання» на суднах, які працюватимуть на проєкті «Північний потік-2» або «Турецький потік».

## Дослідження
Щороку DNV GL інвестує в розробки близько 5 % обороту. Починаючи від 1864 року, DNV GL завжди підтримувала підрозділ, який займався розробкою послуг, правил, стандартів у різних галузях. Багато ініціатив DNV GL з часом ставали основою міжнародних стандартів.
Нині основні дослідницькі програми включають: роботу в Арктиці, біологічні небезпеки, майбутнє енергетики, інформаційні процеси, морські технології тощо.

## Організація
DNV GL містить п'ять бізнес напрямків: суднобудування та мореплавство, нафта та газ, системи управління, енергетика, глобальні комп'ютерні технології.
Суднобудування та мореплавання. DNV GL — найбільше у світі класифікаційне товариство. В регістрі DNV GL зареєстровано понад 13 тис. суден та пересувних нафтогазових платформ (приблизно 21 % світового флоту).
Нафта і газ. DNV GL — провідний провайдер послуг з верифікації та оцінки технічних ризиків у нафтогазовій галузі. Компанія надає комплекс послуг для підтвердження безпечної та надійної реалізації проєктів та роботи нафтогазових об'єктів (наприклад, технічний нагляд на морських нафтовидобувних платформах). DNV GL розробляє стандарти, що допомагають клієнтам знаходити правильні технічні рішення. 65 % морських трубопроводів побудовано за стандартами DNV GL.
Енергетика. DNV GL надає консультаційні послуги в галузі енергоефективності та відновлюваних джерел енергії (вітряної та сонячної енергетики). DNV GL володіє найбільшою у світі лабораторією для високовольтних і високоенергетичних випробувань та виконує роль незалежного акредитованого реєстратора для передавальних та розподільних компонентів мереж. Більше 3000 експертів сприяють у виробництві безпечної, надійної та ефективної енергії.
Системи управління. DNV GL — одне з провідних сертифікаційних товариств у світі, яке здійснює, зокрема, сертифікацію систем управління компаній (понад 70 000 клієнтів).
Програмне забезпечення. DNV GL — провідний світовий постачальник програмного забезпечення для управління технічними ризиками в нафтогазовій та морській галузях.

## Сертифікати в блокчейн
DNV GL помістила всі 90 000 своїх сертифікатів у закритий блокчейн, ставши першою, хто це зробив у індустрії сертифікації. Кожен сертифікат має цифрову ідентифікацію, простежуваність та поміщений у закритий блокчейн. Технологія перешкоджає фальсифікації сертифікатів та дає можливість компаніям повідомляти про свої сертифікати прозорим та безпечним способом.